# Ghani Yalouz
Ghani Yalouz (n. 28 decembrie 1967, Casablanca, Casablanca-Settat⁠(d), Maroc) este un luptător ce a reprezentat Franța, medaliat olimpic. A participat la 3 ediții ale Jocurilor Olimpice (1992, 1996, 2000) în care a câștigat o medalie de argint.